# Joeropsis limbatus
Joeropsis limbatus là một loài chân đều trong họ Joeropsididae. Loài này được Kensley miêu tả khoa học năm 2003.